# Main-Donau-Weg

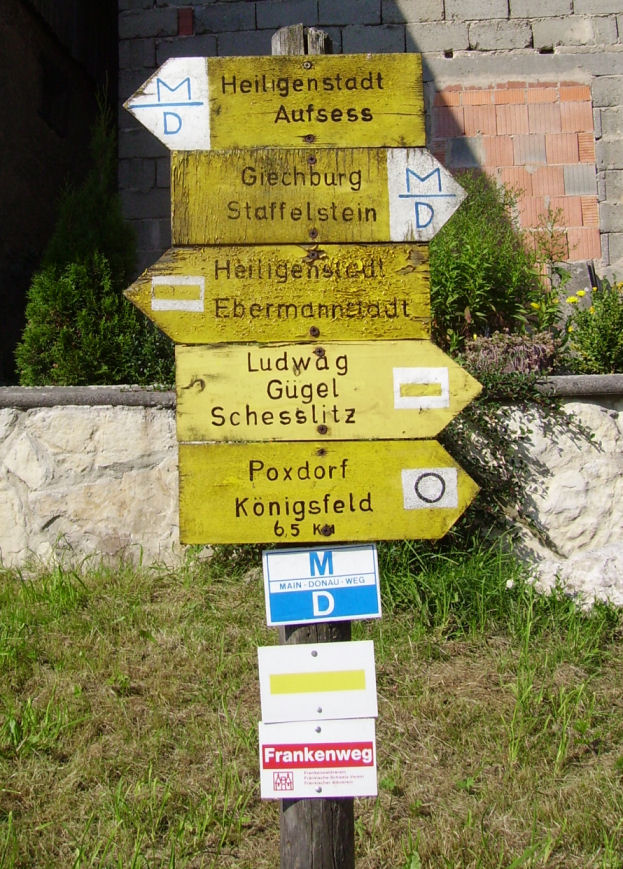

De Main-Donau-Weg is een langeafstandswandelpad in Duitsland. Het (met een blauw-witte M-D bewegwijzrde) pad bestaat uit vier routes tussen Main en Donau en een verbindingsroute. Alle routes samen hebben een lengte van 1158 kilometer.